# Tomaž Gantar
Tomaž Gantar (ur. 21 marca 1960 w Koprze) – słoweński lekarz, polityk i samorządowiec, poseł do Zgromadzenia Państwowego, w latach 2012–2013 oraz w 2020 minister zdrowia.

## Życiorys
W 1987 ukończył studia medyczne na Uniwersytecie Lublańskim, w 1994 uzyskał specjalizację z urologii. Jako lekarz zawodowo związany ze szpitalem ogólnym w Izoli, w którym w latach 1999–2004 pełnił funkcje dyrektorskie.
Od 2006 do 2010 zajmował stanowisko burmistrza Piranu. Zaangażował się w działalność polityczną w ramach Demokratycznej Partii Emerytów Słowenii. Od lutego 2012 do listopada 2013 z rekomendacji tego ugrupowania sprawował urząd ministra zdrowia w rządach, którymi kierowali Janez Janša i Alenka Bratušek. W 2014 uzyskał mandat posła do Zgromadzenia Państwowego, który wykonywał do końca kadencji w 2018. W marcu 2020 w nowo powołanym gabinecie Janeza Janšy ponownie objął funkcję ministra zdrowia. Funkcję tę pełnił do grudnia tegoż roku; ustąpił, gdy DeSUS opuściła koalicję rządową. W marcu 2021 odszedł także z samej partii.